# 普雷里鎮區 (阿肯色州錫巴斯琴縣)
普雷里鎮區（英語：Prairie Township）是位於美國阿肯色州錫巴斯琴縣的一個行政鎮區。

## 地方資料
普雷里鎮區的面積為41.71平方千米，當中陸地面積為41.43平方千米，而水域面積為0.28平方千米。根據2010年美國人口普查的數據，當地共有人口877人，而人口密度為每平方千米21.03人。